# Henrik Zetterberg
Temple de la renommée de l'IIHF : 2023
Henrik Zetterberg (né le 9 octobre 1980 à Njurunda en Suède) est un joueur professionnel suédois de hockey sur glace à la retraite. Il a évolué durant toute sa carrière en Ligue nationale de hockey avec les Red Wings de Détroit, équipe qui l'a repêché en 1999, à la 210e position.

## Biographie

### Carrière dans la LNH
Au cours de sa troisième saison professionnelle, la première dans la Ligue nationale de hockey, Zetterberg joue en compagnie de Brett Hull et Pavel Datsiouk au sein d'un trio surnommé Two Kids and an Old Goat par Hull lui-même, en raison du jeune âge de Datsiouk et Zetterberg et de l'expérience de Brett Hull. Zetterberg fait ses débuts dans la LNH, le 10 octobre 2002, contre les Sharks de San José à la Joe Louis Arena. Il récolte 22 buts et 22 passes pour un total de 44 points, ce qui lui permet d'être finaliste pour l'obtention du trophée Calder qui est finalement remporté par le défenseur des Blues de Saint-Louis Barret Jackman.
Durant le lock-out de la saison 2004-2005, Zetterberg retourne dans son pays natal et joue pour le club de Timrå IK, avec qui il marque 50 points en 50 parties. En 2007-2008, Zetterberg est nommé meilleur joueur du mois d'octobre 2007 avec 22 points (10 but et 12 passes). Il termine la saison au 6e rang des marqueurs, avec une récolte de 92 points (43 buts et 49 passes. Sa saison lui vaut également une nomination pour le trophée Frank-J.-Selke, remis au meilleur attaquant défensif. Il fait face entre autres, à son coéquipier Pavel Datsiouk.
C'est toutefois au cours des séries éliminatoires que Zetterberg démontre ses qualités. Il marque 27 points en 22 rencontres et remporte le trophée Conn-Smythe, au détriment de Datsiouk et du gardien des Red Wings de Détroit Chris Osgood, devenant le deuxième Européen à remporter pareil honneur, après le défenseur Nicklas Lidström.
Il signe un contrat de 12 ans avec les Red Wings de Détroit le 29 janvier 2009 pour un montant de 73 millions de dollars américains.
Durant le lock-out de la saison 2011-2012, Zetterberg signe avec le EV Zug. En janvier 2013, il devient le nouveau capitaine des Red Wings et succède à Nicklas Lidström, qui a pris sa retraite.
Le 9 avril 2017, il joue son 1000e match dans la LNH lors d'une victoire des Red Wings 4-1 face aux Devils du New Jersey.
Le 14 septembre 2018, le directeur général des Red Wings Ken Holland annonce que Zetterberg sera dans l'incapacité de rejouer une partie dans la LNH en raison de problèmes de dos. Toutefois, ayant 3 ans restants à son contrat, il annonce seulement sa retraite après son contrat expira, soit après la saison 2020-2021.

### Carrière internationale
Sur la scène internationale, Zetterberg participe à plusieurs tournois et remporte des médailles à plusieurs reprises, dont la médaille d'or aux Jeux olympiques d'hiver 2006 de Turin avec la Suède.

## Vie personnelle
Le 20 août 2015, il donne naissance à son premier enfant, un fils nommé Love (prononcé loo-VEY).

## Statistiques

### En club
| Saison     | Équipe               | Ligue       |       | Saison régulière | Saison régulière | Saison régulière | Saison régulière | Saison régulière |    | Séries éliminatoires | Séries éliminatoires | Séries éliminatoires | Séries éliminatoires | Séries éliminatoires |
| Saison     | Équipe               | Ligue       | PJ    | B                | A                | Pts              | Pun              | PJ               | B  | A                    | Pts                  | Pun                  |                      |                      |
| 1997-1998  | Timrå IK             | Division 1  | 16    | 1                | 2                | 3                | 4                | 4                | 0  | 1                    | 1                    | 0                    |                      |                      |
| 1998-1999  | Timrå IK             | Division 1  | 37    | 15               | 13               | 28               | 2                | 4                | 2  | 1                    | 3                    | 2                    |                      |                      |
| 1999-2000  | Timrå IK             | Allsvenskan | 42    | 20               | 14               | 34               | 20               | 10               | 10 | 4                    | 14                   | 4                    |                      |                      |
| 2000-2001  | Timrå IK             | Elitserien  | 47    | 15               | 31               | 46               | 24               | -                | -  | -                    | -                    | -                    |                      |                      |
| 2001-2002  | Timrå IK             | Elitserien  | 48    | 10               | 22               | 32               | 20               | -                | -  | -                    | -                    | -                    |                      |                      |
| 2002-2003  | Red Wings de Détroit | LNH         | 79    | 22               | 22               | 44               | 8                | 4                | 1  | 0                    | 1                    | 0                    |                      |                      |
| 2003-2004  | Red Wings de Détroit | LNH         | 61    | 15               | 28               | 43               | 14               | 12               | 2  | 2                    | 4                    | 4                    |                      |                      |
| 2004-2005  | Timrå IK             | Elitserien  | 50    | 19               | 31               | 50               | 24               | 7                | 6  | 2                    | 8                    | 2                    |                      |                      |
| 2005-2006  | Red Wings de Détroit | LNH         | 77    | 39               | 46               | 85               | 30               | 6                | 6  | 0                    | 6                    | 2                    |                      |                      |
| 2006-2007  | Red Wings de Détroit | LNH         | 63    | 33               | 35               | 68               | 36               | 18               | 6  | 8                    | 14                   | 12                   |                      |                      |
| 2007-2008  | Red Wings de Détroit | LNH         | 75    | 43               | 49               | 92               | 34               | 22               | 13 | 14                   | 27                   | 16                   |                      |                      |
| 2008-2009  | Red Wings de Détroit | LNH         | 77    | 31               | 42               | 73               | 36               | 23               | 11 | 13                   | 24                   | 13                   |                      |                      |
| 2009-2010  | Red Wings de Détroit | LNH         | 74    | 23               | 47               | 70               | 26               | 12               | 7  | 8                    | 15                   | 6                    |                      |                      |
| 2010-2011  | Red Wings de Détroit | LNH         | 80    | 24               | 56               | 80               | 40               | 7                | 3  | 5                    | 8                    | 2                    |                      |                      |
| 2011-2012  | Red Wings de Détroit | LNH         | 82    | 22               | 47               | 69               | 47               | 5                | 2  | 1                    | 3                    | 4                    |                      |                      |
| 2012-2013  | EV Zoug              | LNA         | 23    | 16               | 16               | 32               | 20               | -                | -  | -                    | -                    | -                    |                      |                      |
| 2012-2013  | Red Wings de Détroit | LNH         | 46    | 11               | 37               | 48               | 18               | 14               | 4  | 8                    | 12                   | 8                    |                      |                      |
| 2013-2014  | Red Wings de Détroit | LNH         | 45    | 16               | 32               | 48               | 20               | 2                | 1  | 1                    | 2                    | 0                    |                      |                      |
| 2014-2015  | Red Wings de Détroit | LNH         | 77    | 17               | 49               | 66               | 32               | 7                | 0  | 3                    | 3                    | 8                    |                      |                      |
| 2015-2016  | Red Wings de Détroit | LNH         | 82    | 13               | 37               | 50               | 24               | 5                | 1  | 0                    | 1                    | 4                    |                      |                      |
| 2016-2017  | Red Wings de Détroit | LNH         | 82    | 17               | 51               | 68               | 22               | -                | -  | -                    | -                    | -                    |                      |                      |
| 2017-2018  | Red Wings de Détroit | LNH         | 82    | 11               | 45               | 56               | 14               | -                | -  | -                    | -                    | -                    |                      |                      |
| Totaux LNH | Totaux LNH           | Totaux LNH  | 1 082 | 337              | 623              | 960              | 401              | 137              | 57 | 63                   | 120                  | 79                   |                      |                      |

### En équipe nationale
| Année | Équipe    | Compétition                 |   | PJ | B  | A  | Pts | Pun                                |  | Résultat |
| 1998  | Suède U18 | Championnat d'Europe junior | 6 | 2  | 1  | 3  | 4   | Médaille d'or, Europe              |  |          |
| 2000  | Suède U20 | Championnat du monde junior | 7 | 3  | 2  | 5  | 8   | 5e place                           |  |          |
| 2001  | Suède     | Championnat du monde        | 9 | 1  | 3  | 4  | 2   | Médaille de bronze, monde          |  |          |
| 2002  | Suède     | Jeux olympiques             | 4 | 0  | 1  | 1  | 2   | 5e place                           |  |          |
| 2002  | Suède     | Championnat du monde        | 9 | 0  | 7  | 7  | 4   | Médaille de bronze, monde          |  |          |
| 2003  | Suède     | Championnat du monde        | 9 | 3  | 4  | 7  | 2   | Médaille d'argent, monde           |  |          |
| 2004  | Suède     | Coupe du monde              | 4 | 1  | 1  | 2  | 4   | 5e place                           |  |          |
| 2005  | Suède     | Championnat du monde        | 9 | 2  | 4  | 6  | 4   | 4e place                           |  |          |
| 2006  | Suède     | Jeux olympiques             | 8 | 3  | 3  | 6  | 0   | Médaille d'or, Jeux olympiques     |  |          |
| 2006  | Suède     | Championnat du monde        | 8 | 2  | 3  | 5  | 6   | Médaille d'or, monde               |  |          |
| 2010  | Suède     | Jeux olympiques             | 4 | 1  | 0  | 1  | 2   | 5e place                           |  |          |
| 2012  | Suède     | Championnat du monde        | 8 | 3  | 12 | 15 | 4   | 6e place                           |  |          |
| 2014  | Suède     | Jeux olympiques             | 1 | 1  | 0  | 1  | 0   | Médaille d'argent, Jeux olympiques |  |          |

## Récompenses
- 2000-2001 : recrue de l'année dans l'Elitserien

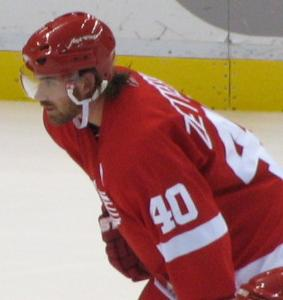
Henrik Zetterberg

- 2001 : médaillé de bronze au Championnat du monde
- 2002 : médaillé de bronze au Championnat du monde
- 2001-2002 : gagnant du Guldpucken, remis au meilleur joueur suédois
- 2003 : médaillé de bronze au Championnat du monde
- 2003 : nommé au sein de l'équipe étoile des recrues de la LNH
- 2003 : finaliste du Trophée Calder
- 2006 : médaillé d'or aux Jeux Olympiques d'hiver
- 2006 : Médaillé d'or au Championnat du monde
- 2008 : champion de la LNH et gagnant du trophée Conn-Smythe (le joueur le plus utile a son équipe durant les séries éliminatoires)
- 2012 : nommé dans l'équipe type des médias du championnat du monde.
- 2013 : Meilleur joueur du championnat de Suisse 2012-2013
- 2013 : nommé dans l'équipe d'étoiles du championnat de Suisse 2012-2013[Note 1].
- 2013 : remporte le Trophée de la Fondation de la LNH
- 2015 : remporte le trophée King-Clancy